# Dimitrij Grlj
Dimitrij Grlj slovenski prosvetni in kulturni delavec ter publicist, * 28. marec 1936, Ilirska Bistrica.

## Življenje in delo
Končal je gimnazijo v Postojni (1955), Višjo šolo za telesno kulturo v Ljubljani (1960) in ob delu še Pedagoško akademijo v Ljubljani (1974). Zaposlil se je leta 1961 na Osnovni soli Kutezevo, kjer je ucil vec predmetov, med temi matematiko, fiziko, glazbeni pouk in telovadbo in nadaljeval v Osnovni šoli Dragotina Ketteja v Ilirski Bistrici, od leta 1967 kot ravnatelj. Ob študiju in rednem delu se je posvečal tudi glasbi. V letih 1951−1992 je vodil razne pevske zbore, s katerimi je nastopal po Sloveniji, Hrvaški in pri Slovencih v zamejstvu, Švedski in Združenih državah Amerike. V letih 1981−1989 je bil mentor slovenskega kulturnega društva »Planika« v Malmöju. Na Švedsko je odhajal večkrat na leto in tu ostajal kakih 10 dni ter pomagal društvu kot zborovodja. Svoje prispevke, kritike in poročila o koncertih je objavljal v časopisih Delo, Primorske novice in Primorski dnevnik. Prejel je več nagrad in priznanj: Kettejevo nagrado za kulturno dejavnost v občini Ilirska Bistrica (1979), občinsko priznanje za delo na področju šolstva (1985) in republiško priznanje za delo na športnem področju. Napisal je knjigi Zgodovina športa na Bistriškem (COBISS) in 180 let osnovnega šolstva v Ilirski Bistrici (COBISS) ter bil recenzent učbenika Telesna vzgoja na osnovni šoli. Njegova bibliografija obsega 10 zapisov.